# United States Army Training and Doctrine Command

Ärmmärke för TRADOC.

United States Army Training and Doctrine Command (förkortning: TRADOC) är ett huvudkommando inom USA:s armé med ansvar för större delen av dess utbildningsverksamhet inklusive rekrytering. Högkvarteret är beläget på Fort Eustis i Virginia.
TRADOC driver 32 skolor och fördelat på 10 utbildningscentra runtom i USA och årligen genomgår 750 000 personer någon av deras utbildningar.

## Bakgrund
TRADOC och FORSCOM inrättades 1 juli 1973 genom en omstrukturering av det tidigare Continental Army Command (CONARC) och Army Combat Developments Command (CDC), som ett led av omorganiseringen av arméns organisation efter Vietnamkriget. TRADOC övertog de två tidigare kommandonas utbildningsfunktioner och FORSCOM övertog den operativa delen.
General William E. DePuy (1919–1992) var dess förste befälhavare och hans insats ses som betydande i återuppbyggnaden av den amerikanska armén efter debaclet i Vietnamkriget till den som överlägset vann Gulfkriget mot Irak.

## Verksamhet

### Kärnfunktioner
| Symbol | Namn Förkortning                                    | Beskrivning | Förläggning                             | Notering |
|        | Army Cadet Command (USACC)                          | Ledning av ROTC-utbildningarna vid civila universitet runtom i hela USA                                         | Fort Knox, Kentucky                     | [ 3 ]    |
|        | Army Center for Initial Military Training (USACIMT) | Ledning och översyn av arméns grundutbildningar vid Fort Benning, Fort Jackson, Fort Leonard Wood och Fort Sill | Fort Eustis, Viginia                    | [ 3 ]    |
|        | Army Center of Military History (CMH)               | Arméns historie- ock dokumentationsenhet.                                                                       | Fort Lesley J. McNair, Washington, D.C. | [ 3 ]    |
|        | Army Combined Arms Center (USACAC)                  | Ledarskapsutbildning på avancerad nivå. Den mest kända institutionen är Army Command and General Staff College  | Fort Leavenworth, Kansas                | [ 3 ]    |
|        | Army Recruiting Command (USAREC)                    | Arméns rekryteringsverksamhet                                                                                   | Fort Knox, Kentucky                     | [ 3 ]    |
|        | Officer Candidate School (OCS)                      | Arméns OCS-utbildning. Ingår som en del i Maneuver Center of Excellence (se nedan)                              | Fort Benning, Georgia                   |          |

### Utbildningscentra
| Symbol | Namn Förkortning                              | Beskrivning | Förläggning                 | Not   |
|        | Aviation Center of Excellence (USAACE)        | Utbildningscentrum för arméflyget, dvs huvudsakligen helikoptrar | Fort Rucker, Alabama        | [ 3 ] |
|        | Fires Center of Excellence (FCoE)             | Utbildningscentra för artilleri (Field Artillery School) och luftvärn (Air Defense Artillery School)                                                                       | Fort Sill, Oklahoma         | [ 3 ] |
|        | Cyber Center of Excellence (CCoE)             | Utbildningscentra för cyberkrigföring och signaltrupper | Fort Gordon, Georgia        | [ 3 ] |
|        | Intelligence Center of Excellence (USAICoE)   | Utbildningscentrum för arméns underrättelseverksamhet | Fort Huachuca, Arizona      | [ 3 ] |
|        | Maneuver Center of Excellence (MCoE)          | Utbildningscentra för pansartrupperna (The Armor School) och infanteriet (Army Infantry School)                                                                            | Fort Benning, Georgia       | [ 3 ] |
|        | Maneuver Support Center of Excellence (MSCoE) | Utbildningscentrum för ingenjörstrupper (Engineer School), kemiska kåren (Chemical, Biological, Radiological, Nuclear School) samt militärpolisen (Military Police School) | Fort Leonard Wood, Missouri | [ 3 ] |
|        | Medical Center of Excellence (MEDCoE)         | Utbildningscentrum för krigssjukvård | Fort Sam Houston, Texas     | [ 3 ] |
|        | NCO Leadership Center of Excellence (NCOLCoE) | Utbildningscentrum för underofficerare | Fort Bliss, Texas           | [ 3 ] |
|        | Sustainment Center of Excellence (SCoE)       | Utbildningscentra för kvartermästare, logistiktrupper, rekryterare, transporttrupper och administrativ personal                                                            | Fort Lee, Virginia          | [ 3 ] |